# Chińscy Jamajczycy
Chińscy Jamajczycy – Jamajczycy o chińskim pochodzeniu. Najczęściej są to potomkowie imigrantów przybyłych z Chin do Jamajki. Wielu potomków wczesnych Chińczyków na Jamajce wyjechało za granicę, głównie do Kanady i Stanów Zjednoczonych. Liczbę Chińczyków na Jamajce szacuje się na 76 tys. osób. 
Pierwsza i najmniejsza fala chińskiej migracji miała miejsce w latach 1854–1886, kiedy chińscy robotnicy zostali sprowadzeni do pracy na plantacjach. Druga fala, nastąpiła w latach 1900–1940 i była przede wszystkim imigracją biznesmenów. W latach 80. XX wieku, nastąpiła trzecia fala migracji. Jednak to druga fala była najważniejsza pod względem liczb i wpływu. 
Druga fala osiągnęła punkt kulminacyjny w latach dwudziestych, przybyło wtedy na wyspę wielu chińskich biznesmenów. Migracji Chińczyków sprzyjały niedosyt ziemi, wysokie podatki, wojna domowa, oraz wojna międzynarodowa. Szczególnie trudna sytuacja była w południowych i południowo-wschodnich Chinach, skąd przybyła grupa Hakka, główna grupa etniczna Chińczyków na Jamajce. 
Chińsko-jamajskie korzenie posiada brytyjska modelka Naomi Campbell.